# 变叶新木姜子
变叶新木姜子（学名：Neolitsea variabillima）为樟科新木姜子属下的一个种。